# 出卑
出卑（？—1259年），蒙古帝国人物。
氏族不详。大蒙古国大汗蒙哥（元宪宗）的后妃（可敦、哈屯，汉译皇后），《新元史》记载的蒙哥的第三皇后。没有生下子女。宪宗八年（1258年）从宪宗南伐南宋，留驻六盘山。第二年（1259年）秋七月，元宪宗崩，九月初八日出卑去世于六盘山。
屠寄《蒙兀儿史记》指出卑为锁儿哈和安秃公主的女儿，但没有给出根据。